# روبرت فلاور
روبرت فلاور (بالإنجليزية: Robert Flower)‏ هو لاعب كرة قدم أسترالية أسترالي، ولد في 5 أغسطس 1955، وتوفي في 2 أكتوبر 2014 بسبب مرض.

## وصلات خارجية
- روبرت فلاور على موقع AustralianFootball.com (الإنجليزية)
- روبرت فلاور على موقع AFLtables.com (الإنجليزية)